# Lista actorilor care l-au interpretat pe Sherlock Holmes
Aceasta este lista actorilor care l-au interpretat pe Sherlock Holmes în filme, televiziune, pe scenă sau la radio: 

## A
- Hans Albers

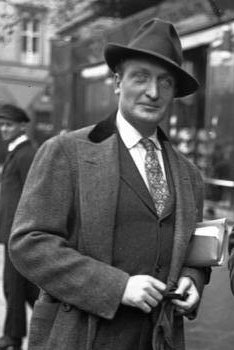
Hans Albers

  - The Man Who Was Sherlock Holmes (film din 1937, Der Mann, der Sherlock Holmes war)
- Joaquim de Almeida
  - The Xango from Baker Street (film din 2001, O Xangô de Baker Street)
- James D'Arcy
  - Tânărul Sherlock Holmes (Sherlock: Case of Evil) (film TV din 2002)

## B
- Tom Baker

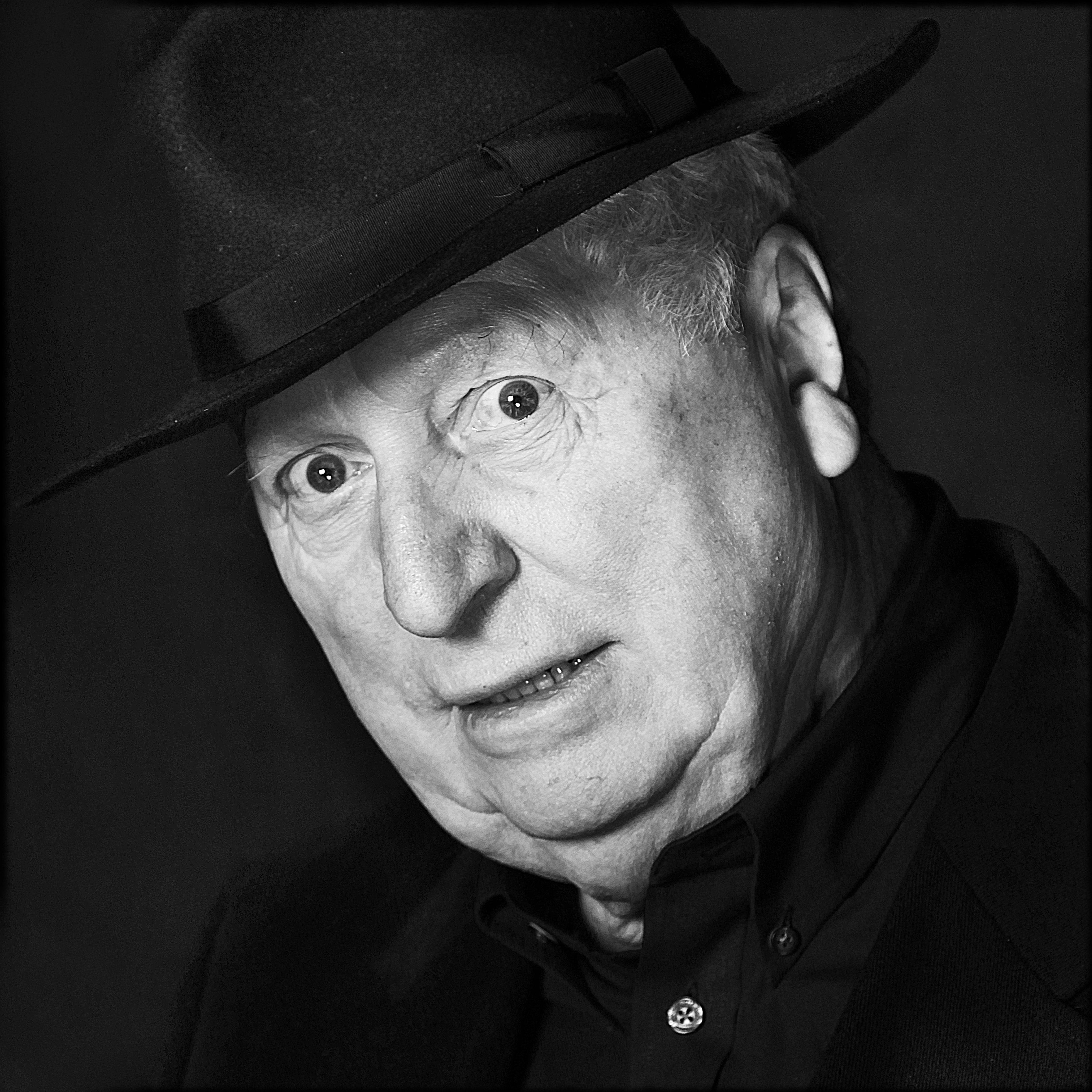
Tom Baker

  - The Hound of the Baskervilles (miniserial TV din 1982)
- John Barrymore
  - Sherlock Holmes (film din 1922)
- Keith Baxter

- The Penultimate Problem of Sherlock Holmes (piesă de teatru Broadway, 1980)
- Murder, My Dear Watson (piesă de teatru, Anglia, 1983)

- Jeremy Brett
  - The Adventures of Sherlock Holmes (serial TV din 1984-1994)
- Nicholas Briggs
  - Sherlock Holmes - Holmes and the Ripper[1] (2010 Big Finish Productions audio drama)

## C
- Clive Brook

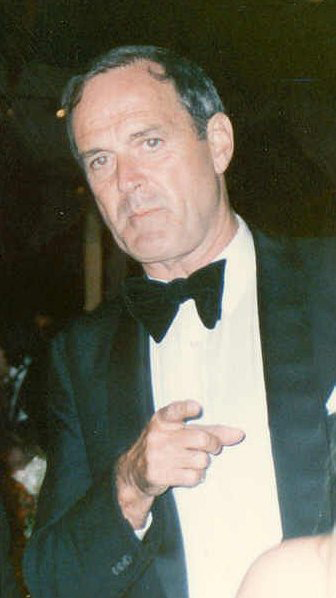
John Cleese

  - The Return of Sherlock Holmes (film din 1929)
  - Sherlock Holmes (film din 1932)
- Ian Buchanan
  - Batman: The Brave and the Bold (episod TV din 2008, Trials of the Demon)
- Michael Caine
  - Without a Clue (film din 1988)
- John Cleese
  - The Strange Case of the End of Civilization as We Know It (film din 1977)
  - Elementary, My Dear Watson (film TV din 1973)
- Peter Cook
  - The Hound of the Baskervilles (film din 1978)
- Benedict Cumberbatch
  - Sherlock (serial BBC TV din 2010)
- Peter Cushing
  - The Masks of Death (film TV din 1984)
  - Sherlock Holmes (serial TV din 1965-1968)
  - The Hound of the Baskervilles (film din 1959)

## D
- Robert Downey, Jr.
  - Sherlock Holmes (film din 2009)

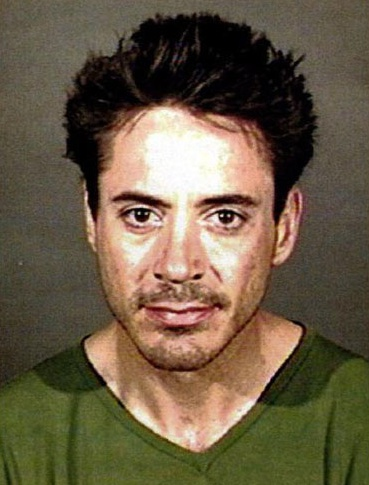
Robert Downey, Jr.

  - Sherlock Holmes: Jocul umbrelor (film din 2011)

## E
- Rupert Everett
  - Sherlock Holmes and the Case of the Silk Stocking (2004 film de televiziune)

## F
- Matt Frewer
  - The Case of the Whitechapel Vampire (2002 film de televiziune)
  - The Sign of Four (2001 film de televiziune)
  - The Royal Scandal (2001 film de televiziune)
  - The Hound of the Baskervilles (2000 film de televiziune)

## G
- William Gillette
  - Sherlock Holmes (1899 Broadway production)
  - Sherlock Holmes (1916 motion picture)
- Stewart Granger
  - The Hound of the Baskervilles (1972 film de televiziune)
- John Gielgud
  - On BBC Radio in the 1950s

## H
- Guy Henry
  - Young Sherlock: The Mystery of the Manor House (1982 serial TV)
- Charlton Heston
  - The Crucifer of Blood (1991 film de televiziune)
- Anthony Higgins
  - Sherlock Holmes Returns (1993 film de televiziune)
- Carleton Hobbs
  - On BBC Radio (1952-1969 radio series)
- Ronald Howard
  - Sherlock Holmes (1954-1955 serial TV)

## L
- Frank Langella
  - Sherlock Holmes (1981 film de televiziune)
- Roger Llewellyn
  - Sherlock Holmes - The Last Act[2] (2009 Big Finish Productions audio drama)
  - Sherlock Holmes - The Death and Life[3] (2009 Big Finish Productions audio drama)
- Peter Lawford
  - Fantasy Island, episode "The Case Against Mr. Roarke/Save Sherlock Holmes" (1982 serial TV)
- Christopher Lee
  - Sherlock Holmes and the Deadly Necklace (1962 film, Sherlock Holmes und das Halsband der Todes)
  - Incident at Victoria Falls (1991 film de televiziune)
  - Sherlock Holmes and the Leading Lady (1992 film de televiziune)
- Vasili Livanov
  - The Adventures of Sherlock Holmes and Dr. Watson (serie de filme a lui Igor Maslennikov, cinci filme din 1979 până în 1986) (Sherlock Holmes și doctorul Watson (1979), Aventurile lui Sherlock Holmes și ale doctorului Watson (1980), Câinele din Baskerville (1981), Comorile de Agra (1983), Sherlock Holmes în secolul XX (1986))
- John Longden
  - The Man Who Disappeared (1951, episod TV de 26 min.)

## M
- Patrick Macnee
  - The Hound of London (1993 film de televiziune)
- Algimantas Masiulis
  - Blue carbuncle (1979 film, Belarusfilm)
- Raymond Massey
  - The Speckled Band (film din 1931)
- Clive Merrison
  - On BBC Radio (1989-2004 radio series)
- Keith Michell
  - The Crucifer of Blood (producție scenică, 1979, Londra)
- Nis Bank-Mikkelsen
  - The Blue Carbuncle (2007 Danish children's audio-drama)
- David Mitchell
  - That Mitchell and Webb Look
- Ron Moody
  - Sherlock Holmes: The Musical (producție scenică, 1989)
- Roger Moore
  - Sherlock Holmes in New York (1976, film de televiziune)

## N
- Alan Napier
  - The Speckled Band (1949 episode of television anthology series Your Show Time)
- Alwin Neuss de:Alwin Neuß
  - Sherlock Holmes (1908)
  - Der Hund von Baskerville (1914)
  - Detektiv Braun (1914)
- John Neville
  - A Study in Terror (1965 film)
  - Sherlock Holmes (producție scenică Royal Shakespeare Company)
- Leonard Nimoy
  - Sherlock Holmes (producție scenică Royal Shakespeare Company)
- Eille Norwood
  - Numeroase filme mute din 1920 până în 1923

## O
- Peter O'Toole
  - Sherlock Holmes and the Baskerville Curse (1983 cartoon)
  - Sherlock Holmes and a Study in Scarlet (1983 cartoon)
  - Sherlock Holmes and the Sign of Four (1983 cartoon)
  - Sherlock Holmes and the Valley of Fear (1983 cartoon)
- Reginald Owen
  - A Study in Scarlet (1933 film)

## P
- Michael Pennington
  - The Return of Sherlock Holmes (1987 film de televiziune)
- Igor Petrenko
  - Sherlock Holmes (2012 Russian serial TV)
- Christopher Plummer
  - Silver Blaze (1977)
  - Murder by Decree (1979 film)
- Jonathan Pryce
  - Baker Street Irregulars (2007 film)

## R
- Basil Rathbone
  - The Hound of the Baskervilles (1939 film)
  - The Adventures of Sherlock Holmes (1939 film)
  - Sherlock Holmes and the Voice of Terror (1942 film)
  - Sherlock Holmes and the Secret Weapon (1943 film)
  - Sherlock Holmes in Washington (1943 film)
  - Sherlock Holmes Faces Death (1943 film)
  - The Spider Woman (1944 film)
  - The Scarlet Claw (1944 film)
  - The Pearl of Death (1944 film)
  - The House of Fear (1945 film)
  - The Woman in Green (1945 film)
  - Pursuit to Algiers (1945 film)
  - Terror by Night (1946 film)
  - Dressed to Kill (1946 film)
  - Suspense, episode "The Adventure of the Black Baronet" (1953 serial TV)
- Robert Rendel
  - The Hound of the Baskervilles (1932 film)
- Ian Richardson
  - The Hound of the Baskervilles (1983 film de televiziune)
  - The Sign of Four (1983 film de televiziune)
- Nicholas Rowe
  - Young Sherlock Holmes (1985 film)
- Richard Roxburgh
  - The Hound of the Baskervilles (2002 film de televiziune)

## S
- George C. Scott
  - They Might Be Giants'' (1971 film)
- Mack Sennett: writer-director-actor Sennet portrayed Holmes in 11 silent short films from 1911-1913, with Fred Mace as Watson
- Paul Singleton

- Grit in a Sensitive Instrument (Regional theater, 1980; Off Broadway, 1982; cable TV also)
- The Blue Carbuncle (Off Broadway piesă de teatru, 2007; Los Angeles stage, 2008)

- Tod Slaughter
  - on stage in the start of the 1930's
- Robert Stephens
  - The Private Life of Sherlock Holmes (1970 film)
- Ben Syder
  - Sherlock Holmes (2010 film)

## W
- Robert Webb
  - That Mitchell and Webb Look
- Alan Wheatley
  - Sherlock Holmes (1951 BBC serial TV)
- Geoffrey Whitehead
  - Sherlock Holmes and Doctor Watson (1980 serial TV)
- Paxton Whitehead
  - The Crucifer of Blood (1978 Broadway production)
- Nicol Williamson
  - The Seven-Per-Cent Solution (1976 film)
- Douglas Wilmer
  - Sherlock Holmes (1965 serial TV)
  - The Adventure of Sherlock Holmes' Smarter Brother (1975 film)
- Arthur Wontner - Sherlock Holmes (serie de filme din 1931):
  - The Sleeping Cardinal (1931 film)
  - The Missing Rembrandt (1932 film)
  - The Sign of Four (1932 film)
  - The Triumph of Sherlock Holmes (1935 film)
  - Silver Blaze (1937 film)
- John Wood
  - Sherlock Holmes (1974-1976 Broadway theatre production)
- Edward Woodward
  - Hands of a Murderer (1990 film de televiziune)

### Misterele adevăratului Sherlock Holmes
Serialul Murder Rooms: Mysteries of the Real Sherlock Holmes (Misterele adevăratului Sherlock Holmes) a fost inspirat de alegerea lui Sir Arthur Conan Doyle de a baza personajul lui Sherlock Holmes pe doctorul Joseph Bell, care i-a fost tutore la Universitatea din Edinburgh și a lucrat ocazional ca expert criminalist pentru Poliția din Edinburgh. Serialul BBC & WGBH Boston a exagerat asemănările dintre Bell și Holmes pentru a avea un efect dramatic, Doyle acționând la fel cum doctorul Watson acționează în poveștile lui Doyle.
- Robin Laing - Sir Arthur Conan Doyle (în episodul "The Dark Beginnings of Sherlock Holmes") (personaj în locul doctorului Watson)
- Charles Edwards - Sir Arthur Conan Doyle (personaj în locul doctorului Watson)
- Ian Richardson - Dr Joseph Bell (personaj în locul lui Sherlock Holmes)